# (7241) Kuroda
Pour les articles homonymes, voir Kuroda.
(7241) Kuroda est un astéroïde de la ceinture principale.

## Description
(7241) Kuroda est un astéroïde de la ceinture principale. Il fut découvert le 11 novembre 1990 à Kitami par Kin Endate et Kazuro Watanabe. Il présente une orbite caractérisée par un demi-grand axe de 2,21 UA, une excentricité de 0,14 et une inclinaison de 4,3° par rapport à l'écliptique.

## Compléments